# 276 a.C.

## Eventos
- Quinto Fábio Máximo Gurges, pela segunda vez, e Caio Genúcio Clepsina, cônsules romanos.[1][2][3]